# Jani Mäkelä
Pour les articles homonymes, voir Jani et Mäkelä.
Jani Kalevi Kristian Mäkelä (né le 21 octobre 1976 à Joutseno) est un homme politique finlandais.

## Biographie
Jani Mäkelä à obtenu son baccalauréat au lycée de Joutseno en 1995. 
Il obtient un bachelor of business administration de l'université des sciences appliquées du Saimaa en 2002. 
Il a travaillé comme expert en systèmes chez Tietoevry de 2002 à 2015.
Jani Mäkelä s'est marié en 2012 et le couple a trois enfants nés en 2012, 2014 et 2017.
Jani Mäkelä est membre de l'Église évangélique-luthérienne de Finlande.

## Carrière politique
Jani Mäkelä est membre du conseil municipal de Lappeenranta (fi) depuis 2013. 
Il a été 1er vice-président du conseil municipal de Lappeenranta de 2013 à 2017 et 2e vice-président du conseil municipal de Lappeenranta depuis 2017.
Jani Mäkelä a été le premier vice-président du parti des Finlandais pour la circonscription de Kymi de 2012 à 2015 et membre du conseil du parti des Finlandais de 2013 à 2015.
Jani Mäkelä était candidat aux élections législatives finlandaises de 2011, où il a obtenu 4 909 voix dans la Circonscription de Kymi et a atteint la deuxième place.
Il a été élu député lors des élections législatives finlandaises de 2015, où il a obtenu 6 102 voix dans la Circonscription de Finlande du Sud-Est. 
Jani Mäkelä est membre du conseil de surveillance de Veikkaus depuis 2015.
Il a également été élu député lors des élections législatives finlandaises de 2019, où il a obtenu 7 145 voix.
Jani Mäkelä a été élu pour un troisième mandat lors des élections législatives finlandaises de 2023, avec 5 160 voix.
Jani Mäkelä a été élu président du groupe parlementaire du parti des Finlandais en juin 2023.

## Positions politiques
Les thèmes politiques centraux de Jani Mäkelä sont la critique de l'immigration et l'Euroscepticisme. 
Il est l'un des députés les plus actifs sur les réseaux sociaux. 
Jani Mäkelä est connu pour ses critiques acerbes à l'égard des députés d'autres partis sur Twitter. 
La cible de ses critiques sont surtout les représentants de la Ligue verte, de Bleu et des partis de gauche.